# Stabekk Station
Stabekk Station (Stabekk stasjon) er en jernbanestation på Drammenbanen, der ligger i kvarteret Stabekk i Bærum kommune i Norge. Stationen består af to spor med en øperron imellem med adgang via en gangtunnel, hvortil kommer et opstillingsspor, parkeringsplads og busstoppested. Den betjenes af lokaltog mellem Spikkestad og Lillestrøm og er endestation for lokaltog til Ski og Moss. Desuden betjenes den af Flytoget mellem Drammen Station og Oslo Lufthavn.

## Historie
Området stationen ligger i blev hovedsageligt udbygget i forbindelse med anlæggelsen af Drammenbanen i 1870-1872. Jernbanen købte grunde fra de omkringliggende gårde og udparcellerede dem senere til sine ansatte, da linjeføringen stod klar. Især grundene langt fra stationerne var billige. Jernbanen gav mulighed for boligbyggeri i området, da den gav nemmere forbindelse til Oslo.
Selve Stabekk Station åbnede under navnet Stabæk 29. maj 1884. Til at begynde med var den kun en enkelt holdeplads med ekspeditionsbygning, indtil en stationsbygning blev opført i 1902 efter tegninger af Paul Armin Due. 12. februar 1917 blev den opgraderet til station, og i april 1921 skiftede den navn til Stabekk. I området omkring etableredes efterhånden en centerbebyggelse med butikker, postkontor, læge, tandlæge osv. Stationen blev nedgraderet til trinbræt 1. december 1982 og gjort fjernstyret 3. december 1992.
Fra april 2011 til december 2015 var stationen lukket for en gennemgribende ombygning. Den fremstår nu i moderne form med universel udformning.